# Provincia Montañosa
La Provincia Montañosa (inglés: Mountain Province; tagalo: Lalawigang Bulubundukin), también conocida como La Montañosa, es una provincia en la región de La Cordillera en Filipinas. Su capital es Bontoc y se limita con Ifugao, Benguet, Ilocos Sur, Abra, Kalinga y Isabela.
Su nombre pertenece al terreno montañoso de la provincia.

## Divisiones administrativas
Políticamente se divide en 10 municipios que agrupan sus 144 barangays.
Consta de único distrito del congreso.
| Ciudad/Municipalidad | N.º de Barangays | Población (2010) | Área (km²) | Código    |
| -------------------- | ---------------- | ---------------- | ---------- | --------- |
| Barlig               | 11               | 5.838            | 228.64     | 144401000 |
| Baúco                | 22               | 30.172           | 153.00     | 144402000 |
| Besao                | 14               | 7.818            | 173.62     | 144403000 |
| Bóntoc               | 16               | 23.980           | 396.10     | 144404000 |
| Natonin              | 11               | 10.048           | 252.00     | 144405000 |
| Paracelis            | 9                | 26.476           | 570.16     | 144406000 |
| Sabangan             | 15               | 8.741            | 72.04      | 144407000 |
| Sadanga              | 8                | 9.181            | 83.30      | 144408000 |
| Sagada               | 19               | 11.244           | 83.32      | 144409000 |
| Tadian               | 19               | 20.689           | 145.20     | 144407000 |

## Historia
En virtud del Acta 1875 esta provincia se estableció con Amburayan, Apayao, Benguet, Bontoc, Ifugao, Kalinga, y Lepanto como subprovincias.

### Subprovincia de Bontoc

Mancomunidad de Filipinas.

La subprovincia de Bontoc es extremadamente montañosa, carece de llanuras, excepto en el extremo oriental en  las ondulantes colinas que descienden al Valle del Cagayán.
Este territorio se puede dividir en tres áreras geográficas: Valle alto del río Chico y sus afluentes, valle del Siffu (Cadaclan) al este y  valle del río Tanodan entre ambos.
Estos valles están separados por altas montañas que superan los 2000 m s. n. m.
Esta subprovincia tenía una extensión superficial de 1.528 km² y contaba con una población de 33.561 habitantes distribuidos en  7 municipios y 47 barrios. Su capital era Bontoc, con 609 habitantes. Los restantes municipios eran los siguientes: Sagada, Sadanga, Natonin, Tinglayan, Talubin y Kalao. Todos ellos pertenecen hoy a la Provincia Montañosa, excepto Tinglayan que es de la Provincia de Kalinga. Kalao corresponde al municipio de Paracelis, mientras que Talubin es un barrio de Bóntoc.